# Elisabeth Larena
Elisabeth Larena (Bilbao, 22 de febrero de 1986) es una actriz española.

## Biografía
Elisabeth estudió interpretación en Bilbao y desde entonces ha participado en diversas ficciones televisivas. Su primer papel en televisión le vino de la mano de Telemadrid en la serie 2 de mayo, la libertad de una nación, donde interpreta a Casilda, una modista. Posteriormente ha participado episódicamente en series como Homicidios, Hospital Central o Carlos, rey emperador, pero es especialmente recordada por su papel de Luchi en Cuéntame cómo pasó, a la que interpretó durante 15 episodios. 
En cine ha participado en Lost Girls & Love Hotels, basada en la novela con el mismo nombre y en No matarás, de David Victori, donde interpreta a Laura, la hermana del protagonista, Dani (Mario Casas).
El 8 de abril del 2021 se confirmó su ingreso a la serie Servir y proteger en el rol de Chloe.

## Filmografía

### Cine
| Año  | Título                   | Rol    | Director            | Notas               |
| ---- | ------------------------ | ------ | ------------------- | ------------------- |
| 2020 | Lost Girls & Love Hotels | Alice  | William Olsson      | Escenas eliminadas  |
| 2020 | No matarás               | Laura  | David Victori       |                     |
| 2023 | Eres tú                  | Silvia | Alauda Ruiz de Azúa | Película de Netflix |
| 2023 | Balas y katanas          | Anika  | Ignacio Serapio     |                     |

### Televisión
| Año             | Título                                      | Personaje                           | Cadena                  | Notas        |
| --------------- | ------------------------------------------- | ----------------------------------- | ----------------------- | ------------ |
| 2008            | 2 de mayo, la libertad de una nación        | Casilda                             | Telemadrid              | 18 episodios |
| 2010            | La pecera de Eva                            | Alba Sorollo                        | Telecinco               | 10 episodios |
| 2011            | Homicidios                                  | Julia Molinos                       | Telecinco               | 2 episodios  |
| 2011            | Hospital Central                            | Patricia Olea                       | Telecinco               | 1 episodio   |
| 2011            | Maras                                       | Paula                               | Antena 3                | Telefilme    |
| 2012            | Isabel                                      | Ana                                 | TVE                     | 1 episodio   |
| 2013            | The Avatars                                 | Judy                                | Disney Channel          | 1 episodio   |
| 2014            | Vox Influx                                  | Periodista Alemana                  | Internet                | 1 episodio   |
| 2014 - 2018     | The Goddaughter                             | Mikaela Corleone                    | Youtube                 | 3 episodios  |
| 2016            | Carlos, rey emperador                       | Infanta María de Austria y Portugal | TVE                     | 4 episodios  |
| 2016 - 2017     | Cuéntame cómo pasó                          | Luchi Valverde                      | TVE                     | 15 episodios |
| 2018            | Vivir sin permiso                           | Olivia                              | Telecinco / Netflix     | 1 episodio   |
| 2021            | Servir y proteger                           | Chloe                               | TVE                     | 6 episodios  |
| 2022            | Intimidad                                   | Idoia                               | Netflix                 | 7 episodios  |
| 2022 - presente | La que se avecina                           | Andy                                | Prime Video / Telecinco | ¿? episodios |
| 2023            | Laura y el misterio de la paciente suspicaz | Adriana                             | La 1                    | Telefilme    |

### Teatro
- Quien lo probó lo sabe (2008) - de Eduardo Navarro, como Lola.
- Los desterrados de la calle Montera (2009) - de Mario Bolaños, como Ana.

### Publicidad
- Chevrolet (Anuncio para EE. UU., Canadá y México).
- Bad Night (Álex de la Iglesia).
- Delicate (Videoclip para Taylor Swift)

## Premios y nominaciones
| Premio                         | Año  | Categoría               | Trabajo nominado | Resultado | Ref. |
| ------------------------------ | ---- | ----------------------- | ---------------- | --------- | ---- |
| Premios de la Unión de Actores | 2023 | Mejor actriz de reparto | Intimidad        | Nominada  |      |